# عقديات كلبسية
العقديات الكلبسية (الاسم العلمي:Klebsormidiales) هي رتبة من الطحالب الخضراء تتبع طائفة العقدانية الكلبسية.

## التصنيف
- العقدية الكلبسية
  - عقد كلبس